# Stordal
Stordal er en tidligere kommune i Møre og Romsdal fylke i Norge. Den grænser i nordvest til Ørskog, i nord til Vestnes, i øst til Rauma, i sydøst til Norddal, i syd til Stranda og i vest til Sykkylven. 
Fra 2020 lægges Stordal og Norddal kommuner sammen til den nye Fjord kommune.